# Luberadzyk
Luberadzyk (prononciation : [lubɛˈrad͡zɨk]) est un village polonais de la gmina d'Ojrzeń dans le powiat de Ciechanów de la voïvodie de Mazovie dans le centre-est de la Pologne.
Il se situe à environ 7 kilomètres au sud-ouest d'Ojrzeń (siège de la gmina), 19 kilomètres au sud-ouest de Ciechanów (siège du powiat) et à 68 kilomètres au nord-ouest de Varsovie (capitale de la Pologne).
Le village possède approximativement une population de 60 habitants en 2006.

## Histoire
De 1975 à 1998, le village appartenait administrativement à la voïvodie de Ciechanów.